# Trebjesa-Brauerei

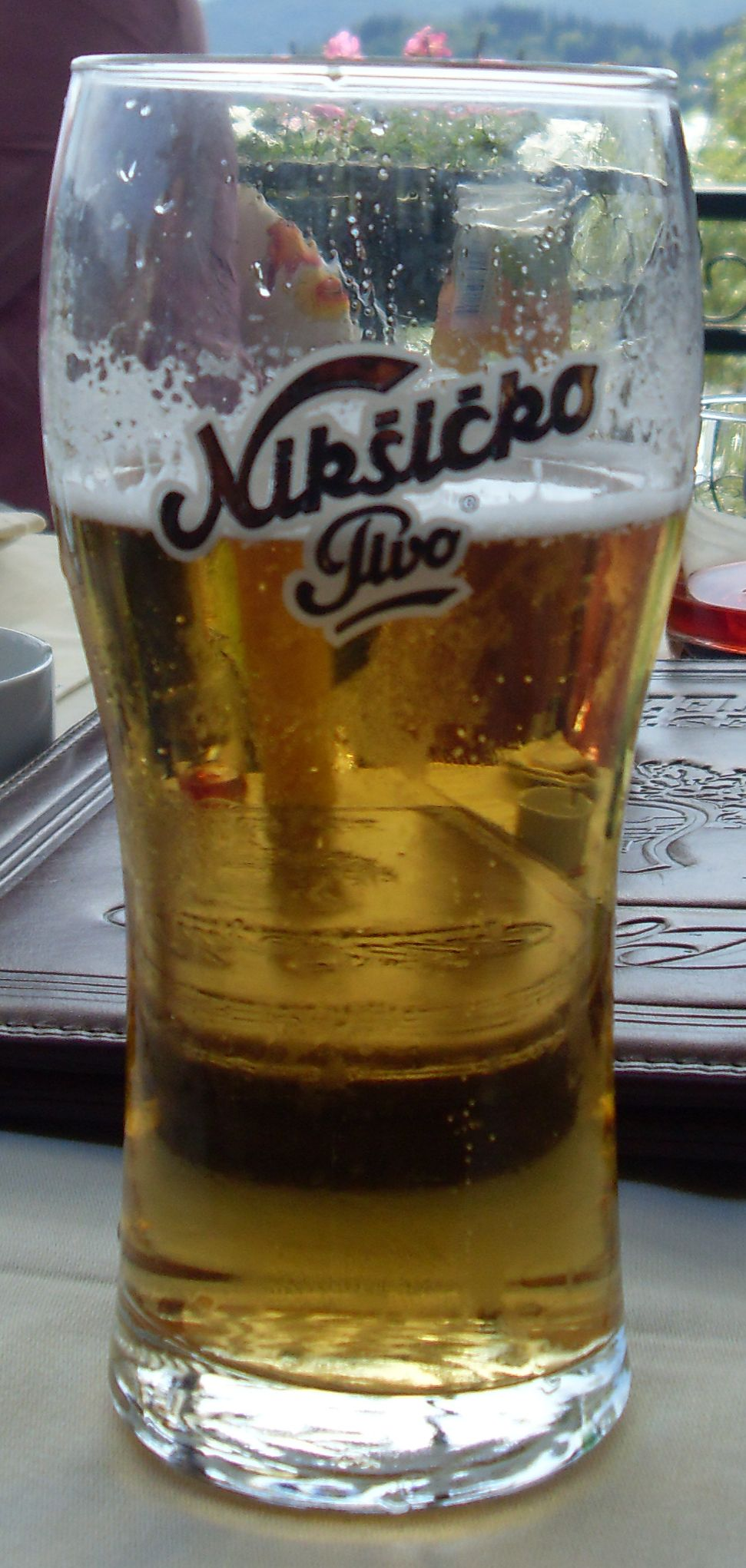
Nikšićko-Bier aus der Trebjesa-Brauerei

Die Trebjesa-Brauerei hat ihr Stammhaus seit 1896 in Nikšić, Montenegro, und ist die einzige Brauerei in dem Land. Es sind rund 250 Angestellte dort beschäftigt. Die Brauerei gehört seit 2012 zu Molson Coors.

## Geschichte
Die Brauerei wurde 1997 von der InBev-Gruppe gekauft, die im Jahre 2008 zur Anheuser-Busch InBev fusionierte. Als AB-InBev 2009 sein Osteuropa-Geschäft an CVC Capital Partners verkaufte, wechselte auch die Trebjesa-Brauerei ihren Besitzer. Die Brauerei wurde Teil der neuen StarBev-Gruppe. StarBev wurde 2012 an Molson Coors verkauft.

## Produkte
Die Jahresproduktion der Brauerei liegt bei 0,5 Millionen Hektolitern, es werden vier Biersorten in Nikšić gebraut:
- Nikšićko pivo (pivo bedeutet „Bier“ auf Serbisch; also wörtlich „Nikšić'er Bier“)
- Nik Gold (Premium-Bier)
- Nik Cool (Bier mit etwas geringerem Alkoholgehalt, seit 2003)
- Nikšićko tamno (Dunkelbier, seit 2002)

Das Nikšićko pivo hat den größten Anteil. Dieses Bier und ebenso das Nikšićko tamno wird in Flaschen und Dosen aber auch vom Fass angeboten. Nik Gold und Nik Cool werden nur in 0,33-l-Glasflaschen verkauft. Für den lokalen Markt wird Beck’s-Bier und Stella Artois in der Trebjesa-Brauerei abgefüllt.

## Export
In Montenegro ist das Bier der Trebjesa-Brauerei das mit Abstand beliebteste Bier. Es ist ebenfalls in Serbien, Kroatien, Slowenien, Albanien und Bosnien und Herzegowina erhältlich. Geringe Mengen werden auch in die Europäische Union, USA und Australien exportiert.